# V☆パラダイス
V☆パラダイス（ブイ・パラダイス）は、日本のオリジナルビデオ専門チャンネルである。
本項では、同チャンネルを運営する、株式会社ヒューマックスコミュニケーションズについても詳述する。

## 沿革
- 1997年（平成9年）
  - 7月10日 - 運営会社として株式会社ヒューマックスコミュニケーションズを設立[1]。
  - 2月1日 - ディレクTVの放送開始とともに開局。
- 2000年（平成12年）
  - 9月30日 - ディレクTVが日本での放送を終了。
  - 10月1日 - スカパー!（プレミアムサービス）に移行し、放送開始（スカパー!プレミアムサービス、Ch.SD319）。
- 2012年（平成24年）9月29日 - スカパー!プレミアムサービスでハイビジョン放送を開始（Ch.HD635）、チャンネル名称はV☆パラダイスHD。
- 2013年（平成25年）9月30日 - スカパー!プレミアムサービス（標準画質）Ch.SD319の放送終了。
- 2016年（平成28年）12月1日 - スカパー!プレミアムサービスの衛星一般放送事業者が、スカパー・ブロードキャスティングからスカパー・エンターテイメントに変更。

## 概要
ケーブルテレビ、ひかりTVでも視聴可能である。スカパー!（東経110度CS放送）では、放送されていない。
Amazon Prime Videoチャンネルでも「V☆パラTVプラス」の名で配信されている。
スカパー!番組配信並びにSPOOXでのネット配信も行われているが、2025年3月31日で終了する予定。

## 主な番組
※再放送のみとなっている番組は「#終了した番組」の節に記載。
- 廃道アドベンチャー（2015年1月 - ）
- Vシネマ®
- Vパラ特選ドラマ
- Vパラカルトアワー
- ウーマンゴールデンアワー
- ドキドキ☆パラダイス
- ドラマ24[3]
- 魚拓と成瀬のツキとスッポンぽん

### パチンコ・パチスロ／麻雀
- 海賊王船長タック
- 鬼奴&大 ぱちぱち夫婦
- パチスロキャノンボール
- 魚拓と成瀬のツキとスッポンぽん
- ガンバレルーヤのぱちチャレルーヤ!!
- パチドルクエスト

### プロレス／その他
- 女子プロレス伝説

### グラビア・イメージ
- 透明彼女 season8

## 終了した番組
- マスカットナイト・フィーバー!!!
- コミカル&セクシー プロレスリングWAVE

### グラビア・イメージ
- 透明彼女 season1～season7

## 運営会社
株式会社ヒューマックスコミュニケーションズ（英語: Humax Communications Inc.）は、日本のコンテンツプロバイダである。
2005年（平成17年）1月7日、有線ブロードネットワークスとともにブロードバンドコンテンツプロバイダの株式会社BBBに資本参加するが、2008年（平成20年）3月までには手放しており、現在BBBは株式会社トップ・パートナーズの完全子会社である。マックス・インターナショナル株式会社に対しては、ヒューマックスシネマとともに大株主を構成している（2012年8月現在）。

### データ
- 社名：株式会社ヒューマックスコミュニケーションズ
- 所在地：東京都新宿区富久町9番11号[1]
- 資本金：1億円（2011年4月）[1]
- 代表取締役社長：林瑞峰[1]
- 設立：1997年7月10日[1]